# Micrapatetis pyrastis
Micrapatetis pyrastis är en fjärilsart som beskrevs av George Francis Hampson 1910. Micrapatetis pyrastis ingår i släktet Micrapatetis och familjen nattflyn. Inga underarter finns listade i Catalogue of Life.